# Vulnerable (альбом The Used)
Vulnerable (с англ. — «Уязвимый») — пятый студийный альбом американской рок-группы The Used, выпущенный 26 марта 2012 года.

## История
В конце апреля 2010 года группа отменила все предстоящие концерты в Европе и России, сославшись на обстоятельства, возникшие из-за раскола с их менеджерской командой. Кроме того, они упомянули, что начали записывать новую музыку для своего следующего альбома.

## Оценки
| Совокупная оценка | Совокупная оценка |
| Источник          | Оценка            |
| ----------------- | ----------------- |
| Metacritic        | (69/100)          |
| Оценки критиков   |                   |
| Источник          | Оценка            |
| AbsolutePunk      | (60%)             |
| AllMusic          | [ 4 ]             |
| Alternative Press | [ 2 ]             |
| Audiopinions      | (9/10)            |
| Blare Magazine    | [ 6 ]             |
| Melodic           | [ 7 ]             |
| The Metal Forge   | [ 8 ]             |
| PopMatters        | [ 9 ]             |
| Punknews.org      | [ 10 ]            |

Альбом был воспринят преимущественно смешанными оценками.
Англоязычный сайт-агрегатор Metacritic, основываясь на четырёх отзывах, вывел 69 баллов из 100.
Агрегатор Allmusic написал: «The Used находят золотую середину на своём пятом студийном альбоме, 12-песенном взрыве огненного эмо, инди, панк-рока, которые сочетаются с гладким металлическим попом 2007 года».
На PopMatters написали, что альбом потерпел неудачу на эстетическом уровне.

## Список композиций
Все песни написаны The Used.
| №   | Название                  | Длительность |
| --- | ------------------------- | ------------ |
| 1.  | «I Come Alive»            | 3:16         |
| 2.  | «This Fire»               | 3:15         |
| 3.  | «Hands and Faces»         | 3:26         |
| 4.  | «Put Me Out»              | 4:02         |
| 5.  | «Shine»                   | 4:04         |
| 6.  | «Now That You're Dead»    | 4:07         |
| 7.  | «Give Me Loven the Cross» | 3:19         |
| 8.  | «Moving On»               | 4:01         |
| 9.  | «Getting Over You»        | 3:46         |
| 10. | «Kiss It Goodbye»         | 3:23         |
| 11. | «Hurt No One»             | 3:21         |
| 12. | «Together Burning Bright» | 3:51         |

| №                   | Название                             | Длительность |
| ------------------- | ------------------------------------ | ------------ |
| 13.                 | «The Lonely»                         | 3:29         |
| 14.                 | «I Come Alive» (акустическая версия) | 3:03         |
| Общая длительность: | Общая длительность:                  | 50:27        |

| №                   | Название                                        | Автор(ы)            | Длительность |
| ------------------- | ----------------------------------------------- | ------------------- | ------------ |
| 13.                 | «Machine»                                       |                     | 4:02         |
| 14.                 | «Disaster»                                      |                     | 3:19         |
| 15.                 | «Put Me Out» (акустическая версия)              | Feldmann            | 3:50         |
| 16.                 | «I Come Alive» (акустическая версия)            |                     | 3:03         |
| 17.                 | «Together Burning Bright» (акустическая версия) | Feldmann            | 3:59         |
| Общая длительность: | Общая длительность:                             | Общая длительность: | 61:57        |

| №                   | Название                             | Длительность |
| ------------------- | ------------------------------------ | ------------ |
| 13.                 | «Machine»                            | 4:02         |
| 14.                 | «Disaster»                           | 3:19         |
| 15.                 | «I Come Alive» (акустическая версия) | 3:03         |
| Общая длительность: | Общая длительность:                  | 54:14        |

| №   | Название                                      | Автор(ы) | Длительность |
| --- | --------------------------------------------- | -------- | ------------ |
| 1.  | «Surrender»                                   |          | 4:04         |
| 2.  | «The Lonely»                                  |          | 3:26         |
| 3.  | «Machine»                                     |          | 4:01         |
| 4.  | «Disaster»                                    |          | 3:18         |
| 5.  | «I Come Alive» (ремикс Revolvr и Danny Mihai) |          | 3:15         |
| 6.  | «Hands and Faces» (Bobby Alt remix)           | Feldmann | 4:57         |
| 7.  | «Put Me Out» (ремикс Kraddy)                  | Feldmann | 3:00         |
| 8.  | «I Come Alive» (акустическая версия)          |          | 3:02         |
| 9.  | «Put Me Out» (акустическая версия)            | Feldmann | 3:49         |
| 10. | «Together Burning Bright» (Acoustic)          | Feldmann | 3:59         |

## Участники записи
| The Used - Берт Маккрэкен — главный вокалист, музыкальное программирование - Куинн Оллман — гитара, дополнительный вокал - Джосеф Ховард — бас-гитарист, дополнительный вокал - Дэн Вайтсайдс — ударные, дополнительный вокал Исполнители - Уильям Контрол — вокал (6) - Ландон Ньюсом — дополнительный вокал (13) Дизайн - Френк Маддокс — художественная работа, дизайн, фотографирование | Техническая работа и продюсирование - Джон Филдменн — продюсер, миксинг - Брэндон Холл Паддок — инженеринг, дополнительный продюсер - Джереми Хатчер — инженеринг - Спенсер Хоад — инженеринг - Кортни Баллард — дополнительный инженеринг - Джо Гаствирт — мастеринг |

## Чарты
| Чарт                                  | Высшая позиция |
| ------------------------------------- | -------------- |
| Canadian Albums Chart                 | 21             |
| UK Albums Chart                       | 65             |
| US Billboard 200                      | 8              |
| Australia Album Chart                 | 18             |
| US Top Digital Albums                 | 7              |
| US Top Hard Rock Albums               | 2              |
| US Top Independent Albums             | 1              |
| US Top Modern Rock/Alternative Albums | 3              |
| US Top Rock Albums                    | 3              |

## История выпуска
| Регион | Дата                | Лейбл           | Формат    |
| ------ | ------------------- | --------------- | --------- |
| США    | 26 марта 2012 года  | Hopeless, Anger | 12" винил |
| США    | 26 марта 2012 года  | Hopeless, Anger | CD        |
| Япония | 11 апреля 2012 года | Kick Rock       |           |